# Dorenweerd College
Het Dorenweerd College is een middelbare school in Doorwerth in de Nederlandse provincie Gelderland. Onderwijs wordt aangeboden op mavo-, havo-, vwo- en tweetalig vwo niveau. Het college is ontstaan in 1991 bij een fusie van een aantal scholen voor voortgezet onderwijs uit de Gemeente Renkum.

## Geschiedenis
In 1965 werd een interparochiële rooms-katholieke ulo-school opgericht, er werd lesgegeven in een barak aan de Richtersweg. In 1968 werd dit een mavo en in 1977 verhuisde die naar de Dalweg. Deze school, De Springplank, ging vervolgens in 1991 samen met de Gelria Mavo in Renkum, de openbare Reijenga Mavo in Oosterbeek en de samenwerkingsschool voor havo, het Duno College te Doorwerth. Deze fusieschool kreeg de naam Dorenweerd College.
Het vroegere Duno College startte in 1974 als een nieuwe stichting, opgericht door Stichting Het Renkums Lyceum, het Convent voor Protestant Christelijk Onderwijs en de R.K. Schoolraad. De drie organisaties werkten samen omdat er te weinig leerlingen waren voor afzonderlijke initiatieven.

## Leerlingen en medewerkers
Het aantal leerlingen steeg de voorbije jaren van 875 in 2007 naar 1110 in 2018. Er zijn ongeveer evenveel jongens als meisjes (resp. 51 en 49%).
Samen met het aantal leerlingen steeg het aantal leraren van 65 in 2007 (52,8 fte) naar 93 in 2018. Daarnaast waren er in 2018 nog 23 andere medewerkers.

## Beoordeling van de school
In het verleden had de school ernstige kwaliteitsproblemen. In 2004 beoordeelde de Inspectie van het Onderwijs ze als "zeer zwak", onder meer omdat er een eilandencultuur zou heersen. Sindsdien werd het leidinggevende team vervangen en werden veranderingen doorgevoerd. In 2007 stond de school niet meer op de lijst van zeer zwakke scholen. Bij een nieuwe inspectie in 2009 kregen de havo en vmbo een goede beoordeling, de vwo werd nog steeds als zwak beoordeeld.
De Elsevier publiceerde in januari 2019 het overzicht 'Beste Scholen'. Het Dorenweerd College kreeg voor mavo de kwalificatie 'Beste mavo van Gelderland', voor het havo de kwalificatie 'goed' (beste 15% scholen) en voor het vwo kwalificatie 'voldoende'.
In 2014 volgde een financiële inspectie van de school. Tot 2011 had de school een negatieve rendabiliteit, sinds 2012 werd die positief. De inspectie besloot dat er geen verhoogd financieel risico was met betrekking tot de financiële continuïteit.

## Bekende oud-leerlingen
- Eric Corton, artiest
- Goos Minderman, politicus (ten tijde van Duno College)
- Marianne Thieme, politicus (ten tijde van Duno College)
- Niels de Langen, paralympisch alpineskiër
- Ruben Nicolai, cabaretier